# Wilhelm Heski
Wilhelm Heski (ur. 24 grudnia 1787 w Biebrich, zm. 5 września 1867 w Kopenhadze) – tytularny landgraf Hesji-Kassel z linii Hesja-Rumpenheim, syn Fryderyka Heskiego i Karoliny Nassau-Usingen.

## Życiorys
Jego dziadkami ze strony ojca byli Fryderyk II – landgraf Hesji-Kassel i Maria Hanowerska – księżniczka Wielkiej Brytanii. Wilhelm urodził się w Biebrich. 10 listopada 1810 w pałacu Amalienborg ożenił się z duńską księżniczką Luizą Charlottą (1789–1864), córką Fryderyka Oldenburga (1753–1805) i Zofii Meklemburskiej (1758-1794). Para doczekała się szóstki dzieci:
- Karoliny Fryderyki Marii (ur. 15 sierpnia 1811, zm. 10 maja 1829);
- Marii Luizy Charlotty (ur. 9 maja 1814, zm. 28 lipca 1895), księżnej Anhalt-Dessau;
- Luizy Wilhelminy Fryderyki (ur. 7 września 1817, zm. 29 września 1898), królowej Danii;
- Fryderyka Wilhelma (ur. 26 listopada 1820, zm. 14 października 1884), głowy rodu Hesja-Kassel-Rumpenheim;
- Augusty Zofii Fryderyki (ur. 30 października 1823, zm. 17 lipca 1899), baronowej Blixen-Finecke;
- Zofii Wilhelminy (18 stycznia–20 grudnia 1827).

Wilhelm Heski zmarł w Kopenhadze.

## Odznaczenia
- Krzyż Wielki Orderu Lwa Złotego (Hesja-Kassel)[1]
- Order Zasługi Wojskowej (Hesja-Kassel)[1]
- Order Albrechta Niedźwiedzia I kl. (Anhalt)[1]
- Order Słonia (Dania)[1]
- Order Danebroga I kl. (Dania)[1]
- Order Legii Honorowej IV kl. (Francja)[1]
- Order Gwelfów I kl. (Hanower)[1]
- Order Ludwika I kl. (Wlk. Ks. Hesji)[1]
- Order Korony Wendyjskiej I kl. (Meklemburgia)[1]
- Order Lwa Złotego (Nassau)[1]
- Order Zasługi I kl. (Oldenburg)
- Order Orła Czarnego (Prusy)[1]
- Order Orła Czerwonego I Klasy (Prusy)[1]
- Order Maltański (Prusy)[1]
- Order Świętego Andrzeja (Imperium Rosyjskie)[1]
- Order Świętego Aleksandra Newskiego (Imperium Rosyjskie)[1]
- Order Orła Białego (Imperium Rosyjskie)[1]
- Order Świętej Anny I kl. (Imperium Rosyjskie)[1]